# Исигаки, Рюя
Рю́я Исига́ки (яп. 石垣 龍耶) — японский кёрлингист.
Чемпион Японии среди мужчин (2010).

## Достижения
- Чемпионат Японии по кёрлингу среди мужчин: золото (2010).

## Команды
| Сезон                          | Четвёртый     | Третий        | Второй      | Первый         | Запасной                                | Турниры                       |
| ------------------------------ | ------------- | ------------- | ----------- | -------------- | --------------------------------------- | ----------------------------- |
| 2009—10                        | Макото Цуруга | Юки Савамукаи | Юсаку Сибая | Рёсукэ Ханэиси | Рюя Исигаки тренер: Hitoshi Yanagi (ЧМ) | ЧЯМ 2010 · ЧМ 2010 (12 место) |
| Кёрлинг среди смешанных команд |               |               |             |                |                                         |                               |
| 2020—21                        | Мао Исигаки   | Рюя Исигаки   |             |                |                                         | ЧЯСП 2021 (16 место)          |

(скипы выделены полужирным шрифтом)